# Timidin
| Timidin | |
| A timidin vázképlete                                                                                            | |
| A timidin pálcikamodellje                                                                                       | |
| IUPAC-név | Timidin |
| Szabályos név                                                                                                   | 1-[(2R,4S,5R)-4-hidroxi-5-(hidroximetil)oxolán-2-il]-5-metilpirimidin-2,4(1H,3H)-dion                                    |
| Más nevek | dezoxitimidin, Td, dT, 1-[(2R,4S,5R)-4-hidroxi-5-(hidroximetil)tetrahidrofur-2-il]-5-metil-1,3-dihidropirimidin-2,4-dion |
| Kémiai azonosítók                                                                                               | |
| CAS-szám | 50-89-5 |
| PubChem | 1134 |
| ChemSpider | 5585 |
| EINECS-szám | 200-070-4 |
| DrugBank | DB04485 |
| KEGG | C00214 |
| MeSH | Deoxythymidine |
| ChEBI | 17748 |
| SMILES | Cc1cn(c(=O)[nH]c1=O)[C@H]2C[C@@H]([C@H](O2)CO)O                                                                          |
| InChI | 1/C10H14N2O5/c1-5-3-12(10(16)11-9(5)15)8-2-6(14)7(4-13)17-8/h3,6-8,13-14H,2,4H2,1H3,(H,11,15,16)/t6-,7+,8+/m0/s1         |
| InChIKey | IQFYYKKMVGJFEH-XLPZGREQSA-N                                                                                              |
| Beilstein | 89285 |
| Gmelin | 282610 |
| UNII | VC2W18DGKR |
| ChEMBL | 52609 |
| Kémiai és fizikai tulajdonságok                                                                                 | |
| Kémiai képlet                                                                                                   | C10H14N2O5 |
| Moláris tömeg                                                                                                   | 242,23 g/mol |
| Olvadáspont | 185 °C |
| Ha másként nem jelöljük, az adatok az anyag standardállapotára (100 kPa) és 25 °C-os hőmérsékletre vonatkoznak. | |

A timidin (jele dT vagy dThd, más néven dezoxitimidin, dezoxiriboziltimin vagy timin dezoxiribozid) pirimidin-dezoxinukleozid. Ez felel meg a DNS T nukleozidjának, mely a dezoxiadenozinnal van párban a kétszálú DNS-ben. A sejtek G1/korai S fázisba való szinkronizálására használatos. A „dezoxi-” előtagot gyakran elhagyják, mivel nincs timinnukleotid-prekurzor az RNS-szintézisben.
A timidint használata növekedése előtt, melyet az azidotimidin antiretrovirális szer termelése okozott, nagyrészt heringspermából termelték. A timidin a DNS mellett a tRNS T-ciklusában is előfordul.

## Szerkezet, tulajdonságok
A dezoxitimidin dezoxiribózból (pentóz) áll, mely a timinhez, egy pirimidin-nukleobázishoz csatlakozik.
1, 2 vagy 3 foszfátcsoporttal foszforilálható, ezek terméke a dezoxitimidin-mono-, -di-, illetve a -trifoszfát (dTMP, dTDP, illetve dTTP).
Szilárd halmazállapotban kis fehér kristályokat alkot vagy por. Moláris tömege 242.229 g/mol, olvadáspontja 185 °C. Normál körülmények közt nagyon stabil.
A dezoxitimidin nem mérgező, és a DNS négy nukleozidjának egyikeként természetesen előforduló vegyület, mely minden élőlényben és DNS-vírusban megtalálható. Az RNS-ben a timidin helyén uridin (ribózhoz csatlakozó uracil) van. Az uracil kémiailag hasonlít a timinre, melynek további neve 5-metiluracil is. Mivel a timinnukleotidok a DNS prekurzorai, de nem az RNS-éi, a „dezoxi-” előtag gyakran kimarad, vagyis a dezoxitimidin gyakran timidinként szerepel.
A timidin a kémiai teratogének listáján szerepel.

## Származékok
- A jód-dezoxiuridin radioaktivitásra érzékenyít, és növeli az ionizáló sugárzás okozta DNS-károsodást.
- Az azidotimidin (AZT) a HIV-fertőzés kezelésében használatos, mivel reverztranszkriptáz-gátló, akadályozva a HIV replikációs ciklusát.
- A radioaktív anyaggal, például tríciummal (3H-TdR) jelölt timidin (TdR) gyakran használatos sejtproliferációs assay-kben. A timidin az osztódó sejtekbe kerül, ennek mértéke, mely szcintillációs számlálóval mérhető, egyenesen arányos a sejtosztódás mértékével. Így például a limfocita-proliferáció is mérhető limfoproliferatív rendellenességek diagnózisához.
- A bróm-dezoxiuridin gyakran használatos osztódó sejtek észlelésére élő szövetekben.
- Az 5-etinil-2’-dezoxiuridin szintén bekerül az osztódó sejtek DNS-ébe, és sejttenyészetben vagy élő szövetekben lévő DNS-szintézis mérésére használható. Klikk-kémia használatával fluoreszcens azid kötésével szemléltethető, ami kevésbé erős, mint a BrdU antitestek epitópjának kimutatása.
- Az edoxudin vírusellenes szer.
- A telbivudin (β-l-2’-dezoxitimidin, LdT) a timidin módosítatlan l-enantiomerje krónikus hepatitis B-re.[3]

## A timidinfelesleg és a mutációk kapcsolata
A T4 bakteriofág növekedése során a megnövekedő timidinmennyiség növeli a mutációk számát. A timidinhiány is növeli a mutáció mértékét.  A Saccharomyces cerevisiae timidin-auxotrófját is különböző timidinszintek mellett vizsgálták kutatók. A sok timidin mutagén és rekombinogén volt, a kevés bár rekombinogén volt, de kevésbé mutagén.

## Fordítás
Ez a szócikk részben vagy egészben  a   Thymidine című angol Wikipédia-szócikk ezen változatának fordításán alapul.  Az eredeti cikk szerkesztőit annak laptörténete sorolja fel. Ez a jelzés csupán a megfogalmazás eredetét és a szerzői jogokat jelzi, nem szolgál a cikkben szereplő információk forrásmegjelöléseként.